# Santosh Ghante

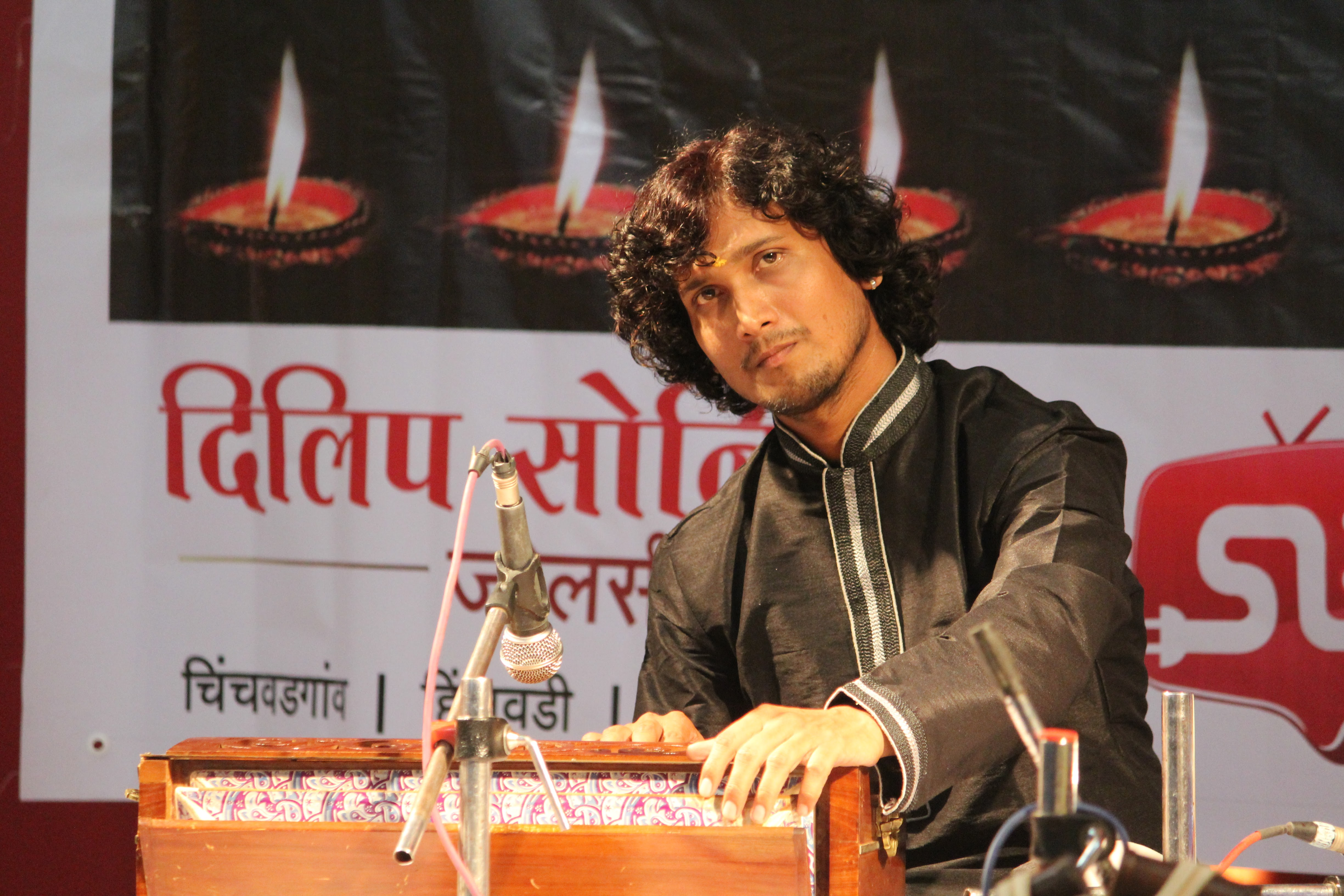
Santosh Ghante, 2015

Santosh Ghante (* 11. August 1983) ist ein indischer Harmoniumspieler und Komponist. Ghante spielt ein indisches Harmonium.

## Leben
Santosh Ghante verbrachte seine Kindheit in einem Slum in Chinchwad, wo er seit seinem sechsten Lebensjahr bereits arbeiten musste. In der siebten Klasse brach er die Schule ab. Durch einen Freund kam er an eine Abendschule, wo er seinen Abschluss nachholen konnte.
Er ist ein Schüler des verstorbenen Pt. Appa Jalgaonkar. Er führte eine Reihe von Workshops mit Schulkindern vom 10. bis 30. September 2006 durch. Dabei konnte er 50 Schulen im Distrikt Latur besuchen, wo er Einführungsworkshops zur klassischen Musik gab. Er hat Solokonzerte in 42 Ländern gegeben. Er hat das indische Harmonium, das wie ein halbes Akkordeon gebaut ist, von einem Begleitinstrument zu einem Soloinstrument weiterentwickelt, indem er verschiedene Experimente damit durchgeführt hat. Zudem setzt er sich dafür ein, Volksmusik populär zu machen und vernachlässigten Musikformen eine Plattform zu bieten.
Er hat ein Buch als Hommage an seinen Guru Appasaheb Jalgaonkar herausgegeben, das den Titel Sursakha trägt und 2011 veröffentlicht wurde.

## Samvadini Kala Manch
Er hat eine Organisation gegründet, um das Harmonium zu popularisieren. Mit dieser Organisation werden Veranstaltungen organisiert und Kindern aus benachteiligten Verhältnissen Harmoniumunterricht angeboten.